# Пярну Линнамеэсконд
«Пярну Линнамеесконд» (эст. Pärnu Linnameeskond) — эстонский футбольный клуб из города Пярну. Участник высшей лиги чемпионата Эстонии 2015 и 2016 годов.

## История
В конце 2010 года было принято решение об объединении пярнусского «Вапруса» с клубами «Пярну Калев» (Pärnu Kalev) и ФК «Пярну» (Pärnu JK) под общим названием «Пярну Линнамеэсконд». При этом в структуре «Вапруса» в низших лигах сохранилась младшая команда «Вапрус» из Вяндры, а в 2014 году был восстановлен и основной пярнуский «Вапрус».
«Пярну Линнамеэсконд» сразу после своего основания в 2011 году получил место в первой лиге, откуда по итогам сезона 2012 года вылетел. Однако затем два года подряд повышался в классе — в 2013 году со второго места во второй лиге, а в 2014 году с третьего места в первой лиге Эстонии, так как первых два места заняли дубли команд, выступающих в высшей лиге. В декабре 2014 года футбольный клуб возглавил эстонский специалист Марко Лелов.
С 2015 года участвовал в Премиум Лиге. Сезон-2015 клуб закончил на восьмом месте. В 2016 году команда заняла девятое место в чемпионате. По окончании сезона 2016 года клуб был расформирован, а его место в высшей лиге передано возрождённому «Вапрусу».

## Тренеры
- Калев Паюла (2011—2012)
- Герт Олеск (2013—2014)
- Марко Лелов (2014—2016)